# موتور تفاوت

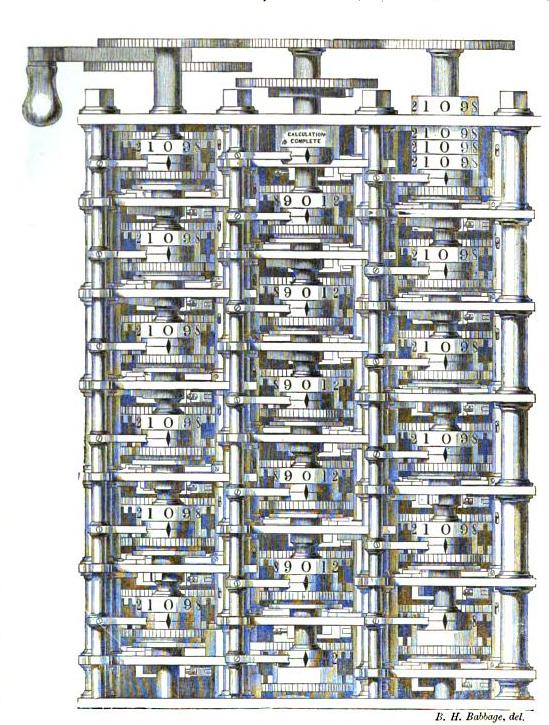
سازوکار موتور تفاضل

موتور تفاضل اولین‌بار توسط چالز بابیج به‌عنوان ماشین حساب مکانیکی خودکار، برای جدول‌بندی عملکرد چندجمله‌ای طراحی شد. این نام از شیوه تفاضلات کسری (Divided differences) گرفته شده است و یک راه برای گنجاندن یا جدول‌بندی کردن عملکردها بر اساس مجموعه کوچکی از ضریب‌های چندجمله‌ای است. این رایانه اولین رایانه محاسباتی بود که توسط چارلز بابیج در سال ۱۸۲۲ طراحی شد. این رایانه توانایی کپی کردن داده‌ها و اعداد زیادی را دارد.